# Raiffeisenbank Flachsmeer
Die Raiffeisenbank Flachsmeer eG ist eine Genossenschaftsbank mit Sitz im Ortsteil Flachsmeer in der niedersächsischen Gemeinde Westoverledingen im Landkreis Leer.

## Geschichte
Die heutige Raiffeisenbank Flachsmeer eG wurde am 26. Februar 1907 im heutigen Ortsteil Flachsmeer von Westoverledingen gegründet und hat sich bis heute ihre Eigenständigkeit bewahrt.

## Rechtsverhältnisse
Die Raiffeisenbank Flachsmeer eG ist im Genossenschaftsregister beim Amtsgericht Aurich unter GnR 110003 eingetragen.

## Organisationsstruktur
Rechtsgrundlagen sind das Genossenschaftsgesetz und die durch die Vertreterversammlung beschlossene Satzung. Die Organe und Gremien der Raiffeisenbank Flachsmeer eG sind der Vorstand, der Aufsichtsrat und die Vertreterversammlung.

## Sicherungseinrichtung
Die Raiffeisenbank Flachsmeer eG ist der amtlich anerkannten Sicherungseinrichtung des Bundesverbandes der Deutschen Volksbanken und Raiffeisenbanken GmbH und der zusätzlichen freiwilligen Sicherungseinrichtung des Bundesverbandes der Deutschen Volksbanken und Raiffeisenbanken e.V. angeschlossen.

## Geschäftsausrichtung
Die Raiffeisenbank Flachsmeer eG betreibt das Universalbankgeschäft und ist Teil der Genossenschaftlichen FinanzGruppe Volksbanken Raiffeisenbanken. Zu den Partnern gehören die Bausparkasse Schwäbisch Hall, die R+V Versicherung, Union Investment, easyCredit, VR Smart Finanz, DZ Bank, DZ Hyp, DZ Privatbank und Münchener Hyp.

## Geschäftsgebiet
Das Geschäftsgebiet liegt im Süden des Landkreises Leer.
Neben der Geschäftsstelle am Hauptsitz der Bank in Westoverledingen-Flachsmeer wird eine Zweigstelle in Westoverledingen-Völlenerfehn unterhalten.